# Rhynchostegium ambiguum
Rhynchostegium ambiguum är en bladmossart som beskrevs av William Russell Buck 1998. Rhynchostegium ambiguum ingår i släktet näbbmossor, och familjen Brachytheciaceae. Inga underarter finns listade i Catalogue of Life.